# Крекінг-установка Клінтон
Крекінг-установка Клінтон — підприємство нафтохімічної промисловості в штаті Айова. Поряд з установкою в Моррісі є одним з двох виробництв свого типу на Середньому Заході США (та одним з небагатьох в країні розташованих поза регіоном Мексиканської затоки).
За двісті кілометрів на захід від Чикаго, на березі Міссісіппі, яка на цій ділянці відділяє Айову від Іллінойсу, починаючи з 1968 року діє установка парового крекінгу (піролізу) вуглеводневої сировини в Клінтоні. Станом на 1997 рік її потужність складала 435 тисяч тонн етилену на рік, на початку 21 століття цей показник рахувався вже як 476 тисяч тонн, а станом на середину 2010-х його довели до 525 тисяч тон.
Як сировину установка використовує етан (80%) та пропан (20%). Традиційно виробництво отримувало сировину по трубопроводу Ethane-Propane Mix, котрий прямує від канзаського центру фракціонування Конвей. Втім, очікується, що по мірі розвитку видобутку в штаті Огайо зі сланцевої формації Утіка саме вона може джерелом постачання етана для піролізного виробництва у Клінтоні.
Станом на 2014 рік на майданчику в Клінтоні діяли похідні виробництва поліетилену високої щільності (205 тисяч тон на рік) та поліетилену низької щільності (220 тисяч тон).
Що стосується власника підприємства, то в середині 1990-х під час розділу корпорації Quantum Chemical її виробництва етилену включно з установкою в Клінтон відійшли до Millennium Chemicals, котра невдовзі разом з Lyondell утворила спільну компанію Equistar. В подальшому  Lyondell (з 2007-го LyondellBasell) стала одноосібним володарем Equistar, котра станом на другу половину 2010-х володіє як двома установками на півночі країни, так і кількома заводами в регіоні Мексиканської затоки (установки в Ла-Порте, Ченнелвью, Корпус-Крісті).  